# Márk Vedres
Dans le nom hongrois Vedres Márk, le nom de famille précède le prénom, mais cet article utilise l’ordre habituel en français Márk Vedres, où le prénom précède le nom.
Márk Vedres, né le 13 septembre 1870 à Ungvár (aujourd’hui Oujhorod en Ukraine) et mort le 13 août 1961 à Budapest, est un sculpteur hongrois. Il faisait partie du groupe des Huit.

## Biographie
Il étudie d'abord la céramique et travaille à l'usine de céramique d'Ungvár (Oujhorod), puis s'oriente vers l'art et part étudier à l'étranger, d'abord à Dresde, puis à Munich auprès de Simon Hollósy en 1895. Après un passage à Lille dans une usine de céramique, il étudie à l'académie Julian à Paris,.
À ses débuts, il est sous l'influence de l’œuvre d’Auguste Rodin, et expose dès 1899 en Hongrie. Après un court intermède parisien en 1902, il s'installe à Florence, où il est profondément influencé par le langage formel classique d'Adolf von Hildebrand, et crée de petits bronzes représentant des scènes de genre. En 1911, il participe avec trois de ses œuvres à l'exposition organisée par le groupe des Huit. Il revient en Hongrie en 1914, et il est le premier avec Fülöp Beck à faire connaître dans le pays les principes artistiques nouveaux de Hildebrand. Lors de la République des conseils de Hongrie, il est quelque temps professeur à l'École des Beaux-Arts de Budapest. Après la chute de la République, il rentre à Florence, où en plus de la sculpture il a recours à d'autres moyens de subsistance, comme un magasin d'antiquités ou une exploitation agricole. Il fait un nouveau séjour à Paris dans les années 1920. Dans l'entre-deux-guerres il est influencé par le cubisme et le constructivisme. Il quitte Florence pour la Hongrie en 1933. Lors de la Seconde Guerre mondiale, il est obligé de se cacher. Après la guerre, il revient à des petits bronzes classiques, avec des formes fermées qui restent caractéristiques de son œuvre tardive influencée par le réalisme socialiste. Il reçoit à deux reprises le prix Kossuth, en 1948 et en 1960.
En 1962 ses œuvres font l'objet d'une exposition commémorative à la Galerie nationale hongroise.

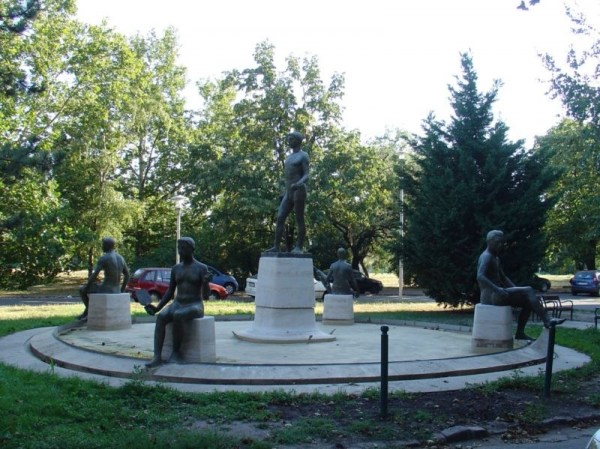
La « Fontaine de la paix » (Béke kút) à Budapest
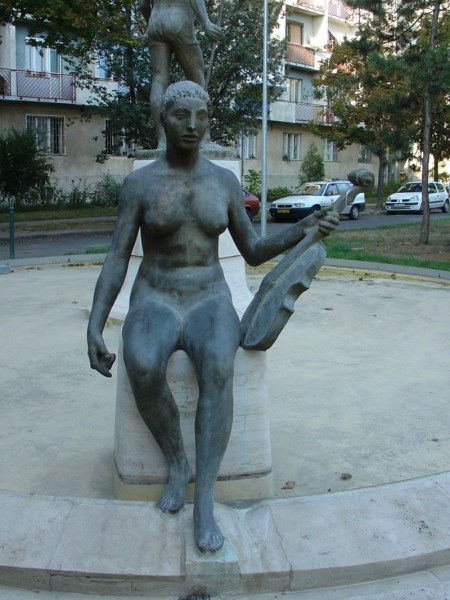
Détail : l'Art
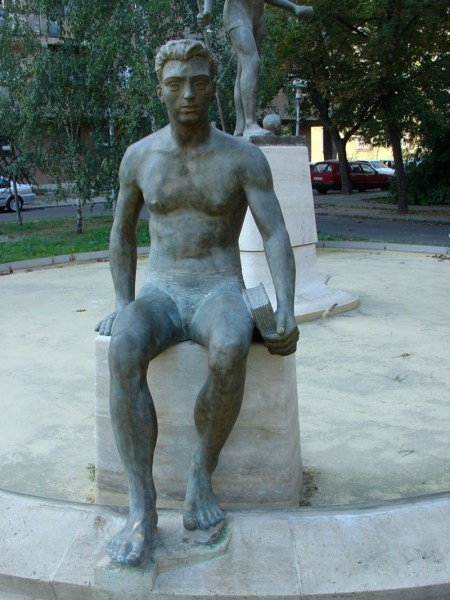
Détail : la Science